# جو سالتر
جو سالتر (بالإنجليزية: Jo Salter)‏ هي طيارة بريطانية، ولدت في 27 أغسطس 1968.

## وصلات خارجية
- الموقع الرسمي